# Pleugriffet

Pleugriffet este o comună în departamentul Morbihan, Franța. În 1 ianuarie 2022 avea o populație de 1.281 de locuitori.